# Чулна ћелија
Чулна ћелија или рецептор је специјализована нервна ћелија која прима информације (надражаје) из спољашње или унутрашње средине који се затим сензитивним неуронима преносе до одговарајућих центара нервног система. Многе изграђују чулне органе, попут коже и ока, док се добар део налази и у другим органима (крвним судовима, плућима, мишићима и др.). 
Еволуционо се разликују два основна типа чулних ћелија: примарне и секундарне. Примарне чулне ћелије поред улоге примања надражаја обављају и њихово провођене, док су секундарне праве чулне ћелије пошто су изгубиле способност провођења надражаја. 

## Улога рецептора
Улога рецептора је да стално бележи промене из спољашње и унутрашње средине, припремајући организам за реакцију. Може се рећи да обавештавају организам о стању у којем се налази. Рецептори не региструју сваку промену, већ само ону која представља драж. Може бити регистрована и драж за коју рецептор није специјализован, под условом да је интензитет дражи много већи од прага. Услед активације рецептора, долази до промене поларитета на мембрани и настаје локална кружна струја − генераторски потенцијал. Генераторски потенцијал изазива стварање акционог потенцијала (биолошка струја која се назива и језик нервног система) у сензитивном неурону и на тај начин преноси информацију о дражи.

## Класификација рецептора
Према локализацији:
| Назив          | Функција                                    | Локализација                                                  | Стимулуси                                                                                         |
| -------------- | ------------------------------------------- | ------------------------------------------------------------- | ------------------------------------------------------------------------------------------------- |
| Екстероцептори | Преношење информација из спољашње средине.  | У кожи и специјализованим чулним органима у главеном региону. | Стимулуси из спољашње средине (промена температуре, звук, светлост, укус, мирис, додир, притисак) |
| Интероцептори  | Преношење информација из унутрашње средине. | Налазе се унутар тела.                                        | Стимулуси из унутрашње средине.                                                                   |

Интероцептори се деле на две категорије:
| Назив          | Функција                                                   | Локализација                              | Стимулуси |
| -------------- | ---------------------------------------------------------- | ----------------------------------------- | --- |
| Проприоцептори | Примање и преношење информација о кретању и положају тела. | У попречно-пругастим мишићима и тетивама. | Промене у дужини и брзини промене дужине мишића, истегнутости тетива, ротацији зглобова.                                                       |
| Висцероцептори | Преношење информација о стању унутрашњих органа.           | У висцеларним органима.                   | Стимулисани променама у унутрашњим (висцералним) органима. Детектују промене хемијског састава крви, степен истегнутости глатке мускулатуре... |

На основу физиолошке диспозиције:
| Назив            | Функција                                                                     | Локализација | Стимулуси |
| ---------------- | ---------------------------------------------------------------------------- | --- | --- |
| Механорецептори  | Примање и преношење информација стимулуса који су деловали механичким путем. | Могу бити и есктероцептори (у кожи, на пример, реагују на притисак на кожу) и интероцептори (на пример, висцероцептори који детектују истегнутост глатких мишића).                              | Стимулуси који носе механичку енергију.                                                                                                   |
| Фоторецептори    | Претварају светлост у електричне импулсе.                                    | Налазе се у мрежњачи ока. Код човека постоје две врсте: штапићи и чепићи. Обе врсте испољавају различиту осетљивост на електромагнетне таласе различитих телесних дужина видљивог дела спектра. | Стимулуси који носе електромагнетне таласе видљивог дела спектра.                                                                         |
| Терморецептори   | Реагују на промене температуре.                                              | Периферни терморецептори (реагују на промене површине тела) и централни терморецептори (реагују на промене температуре крви).                                                                   | Промена температуре. |
| Хеморецептори    | Детектују промену у хемијском саставу.                                       | Могу бити екстероцептори (олфакторни рецептори) и могу бити интероцептори (рецептори у крвним судовима).                                                                                        | Хемијски стимулуси. |
| Ноцицептори      | Детектују оштећење или деформацију ткива.                                    | Могу бити механосензитивни, хемосензитивни и термосензитивни. | Интензивно деловање механичког, топлотног или хемијског стимулуса. Стимулација адекватним стимулусом великог интензитета може бити такође |
| Електрорецептори | Детектују промену јачине електричног поља.                                   | Постоје само код неких врста риба. | |
| Магнеторецептори | Детектују промену јачине магнетног поља Земље.                               | Постоје само код неких врста животиња (птице). | |

Према морфолошкој вредности:
Сензитивни нервни завршеци који се деле на:
| Назив                    | Локализација                                                               | Опис |
| ------------------------ | -------------------------------------------------------------------------- | --- |
| Слободни нервни завршеци | Кожа (неки рецептори за бол, промену температуре) и у унутрашњим органима. | Огољени завршеци сензитивних нервних влакана, а налазе се у кожи.                                                                       |
| Учаурени нервни завршеци | Кожа (Пачинијева, Краузеова и Руфинијева телашца).                         | Завршеци сензитивних нервних влакана обавијени неком чауром или другом помоћном структуром, изграђеном од везивног или епителног ткива. |

Чулне ћелије
| Назив                   | Локализација                                                  | Опис | Пример                                                |
| ----------------------- | ------------------------------------------------------------- | --- | ----------------------------------------------------- |
| Примарне чулне ћелије   | Ређе су заступљене код кичмењака, али честе код бескичмењака. | Карактерише их издужени наставак којим остварују контакт са следећим неуроном или директно с ефектором.                | Олфакторне ћелије у носном епителу.                   |
| Секундарне чулне ћелије |                                                               | Немају наставак, до њих допиру крајеви влакана сензитивних неурона који преносе информације са рецептора у ЦНС. Ово је | Трепљасте ћелије у уху, густативне и фоторецепторске. |

## Чула
Дражи на које реагују чулне ћелије могу бити различитог порекла. Зависно од врсте дражи активирају се различита чула: додира, бола, топлоте, хладноће, мириса, укуса, вида, слуха, равнотеже.
Рецептори за бол, топлоту, хладноћу и додир су распоређени на кожи.
- Чуло додира је распоређено по целокупној у кожи. Највише чулних ћелија се налази на уснама, врху језика и јагодицама прстију, а најмање на леђима.
- Чуло за бол је састављено од финих завршетака осећајних нерва. Поред коже, налазе се и у костима, мишићима, унутрашњим органима и често упозоравају на неку болест и поремећај у организму. Бол је заштитни механизам организма. Рецептори за бол се називају ноциоцептори.
- Чуло за топлоту је смештено дубље у кожи, а највише рецептора има у образима и уснама. Рецептори се називају Руфинијеви завршни ограни.
- Чуло за хладноћу се налази се испод саме површине коже. Највише рецептора има око струка, врху језика и на очним капцима, а најмање на табанима. Рецептори се називају Краусерова телашца.